# Pentafluorfenol
Pentafluorfenol je organická sloučenina, fluorovaný derivát fenolu. Za standardních podmínek jde o pevnou látku, která ale taje již při 32,8 °C. S pKa 5,5 jde o jeden z nejkyselejších fenolů. Používá se na přípravu pentafluorfenolových esterů, které mají využití v syntéze peptidů jako aktivní estery.